# Knorr
Knorr (designado de knǫrr em nórdico antigo, de knarr, em dinamarquês, sueco e norueguês, e de knörr, em islandês, com plural «knerrir») era um tipo de barco viking, utilizado para transportes mais pesados. Era um navio mais curto e largo, com bordos mais altos, do que o langskip (navio longo), e essencialmente adaptado à navegação à vela no mar alto. Tinha um mastro e uma vela quadrada, e alguns remos.

## Características
Era, ao lado dos barcos chamados Byrdingr (tipo knorr, porém mais curto), um dos dois tipos de embarcações que genericamente receberam o nome de barcos mercantes; erroneamente são por vezes denominados de dracar, ou barcos dragão, típicas naus longas e destinadas à guerra e conquista, e que diferia do knorr essencialmente pela presença da grande carranca na proa e seu tamanho era menor.
O comprimento do knorr era de 16 metros. Sua largura no centro, onde o casco atinge o máximo da curvatura, variava de 4 a 5 m. Podiam levar uma carga de até 15 toneladas.
As velas tinham geralmente um colorido, disposto em quadrados ou tiras verticais. Durante as tempestades, porém, o peso da água absorvida pelo tecido podia desestabilizar a embarcação.
A navegação era operada por um timão, preso por cordas ao lado direito do barco. Sua construção era feita com carvalho e outras árvores típicas da Escandinávia.

## Uso
O knorr era uma embarcação apropriada para o comércio e para as longas viagens. Por isso, foi com ele que os viquingues chegaram até às ilhas Orkney e Shetland, à Islândia, à Groenlândia e à América do Norte. Graças à sua capacidade de levar bastante carga, prestou-se para o transporte de colonos, como foi o caso da povoação da Islândia.

## Arqueologia
Em 1957, no fiorde Roskilde, na Dinamarca, foram encontrados os restos de um barco do tipo knorr, batizado então de Skuldelev 1 (Skuldelev-skibene:Skuldelev 1).
Em 1933, foi encontrado no rio Gota, na Suécia, um knarr víquingue com 16 metros de comprimento, do século X, o qual foi designado de Äskekärr I e está exposto no Museu da Cidade de Gotemburgo. Uma réplica deste navio, com o nome Vidfamne, foi construída  e lançada ao mar em 1994 pela associação Sällskapet Vikingatida Skepp na cidade de Gotemburgo.